# L'Ange de l'Annonciation (Sano di Pietro, Avignon)
 L'Ange de l'Annonciation est une peinture sur bois de Sano di Pietro datant des années 1440, conservée au Musée du Petit Palais d'Avignon.

## Histoire
Probablement partie gauche d'un diptyque, la peinture pendante (Vierge annoncée) fit partie de la collection du duc de Norfolk à Aundel Castle.
Ce tableau, entré dans les collections nationales en 1861 par le rachat de la collection Campana pour le musée Napoléon III, fut restauré en 1968 et ensuite attribué  au Musée du Petit Palais d'Avignon en 1976.

## Iconographie
L'archange Gabriel, vêtu de rose et de jaune est  penché légèrement en avant, portant à la Vierge un rameau d'olivier, symbole de paix nouvelle rendue possible par l'avènement du Christ (et non l'habituel lys de chasteté).
Ces mêmes feuilles d'olivier ornent sa couronne.
Les ailes de l'ange se parent des yeux du paon invoquant la vision de divine et le face à face avec Dieu.